# Magnetorecepce
Magnetorecepce je smysl organismu detekovat magnetické pole a využívat jej například k orientaci. Magnetoreceptory jsou ještě předmětem výzkumu. Způsobem může být i symbióza s magnetotaktickými bakteriemi. Takto orientovat se mohou například ptáci či obojživelníci. Dále i například včely. Dokonce i člověk může vnímat magnetické pole.